# Джон Скалці
Джон Майкл Скалці (англ. John Michael Scalzi II, 10 травня 1969) — американський письменник-фантаст і блогер, лауреат премій Джона В. Кемпбелла, «Г'юго», «Геффен», «Локус», Курда Лассвіца, «Сейун» та ін., відомий за циклом «Війна старого», романом «Червоні сорочки» та щоденним блогом Whatever.

## Біографія
Джон Скалці народився у Ферфілді, Каліфорнія, 10 травня 1969 року. Він є одним з трьох дітей матері-одиначкі, ріс у маленьких містечках округу Лос-Анджелес: Ковіна, Глендора, Азуса та Сан Дімас. Родина Скалці має італійське походження: дід Джона іммігрував до Сполучених Штатів у ранньому дитинстві.
1991 року Скалці отримав ступінь бакалавра філософії в Університеті Чикаго. Далі навчатися він не став.
Вже під час навчання Скалці працював у 1989—1990 роках головним редактором The Chicago Maroon. Професійно писати він почав ще студентом коледжу, працюючи фрилансером для Chicago Sun-Times.
Після навчання Скалці став корпоративним консультантом, писав кіноогляди для The Fresno Bee. Згодом досвід кінокритика став йому у пригоді під час написання творів, особливо гумористичних, оскільки огляди кінофільмів мали бути викладені доступною формою. 1996 року його прийняли штатним письменником та редактором до медіакомпанії AOL, у зв'язку з цим він з родиною переїхав до Вашингтонської агломерації.
1995 року Джон одружився з Крістін Енн Блозер. 1998 року у подружжя народилася дочка Атена. Родина Скальці мешкає у Бредфорді, штат Огайо.
1998 року він звільнився і з того часу повністю зосередився на творчості, ставши вільним професійним письменником.
2007 року Скалці балотувався на посаду президента Асоціації американських авторів наукової фантастики та фентезі, але не був обраний. Наступна спроба 2010 року виявилася більш вдалою. В бюлетені він був єдиним кандидатом. Скалці обіймав посаду президента Асоціації три терміни, до 30 червня 2013 року, переобиратися на четвертий термін він не забажав.
Джон Скалці з 1998 року веде щоденний блог Whatever, за який 2008 року отримав премію «Г'юго» як найкращий фан-письменник.

## Творчість
На стиль Скалці вплинули Роберт Гайнлайн, Орсон Скотт Кард і Джо Голдеман. Його творчість також відрізняє помітна гумористична і сатирична складова.
Перший роман Скалці написаний 1997 року, «Зірковий агент» (англ. Agent to the Stars), 1999 року був викладений для вільного читання на авторському сайті. Скалці запропонував читачам пожертвувати гроші, якщо роман їм сподобається і заробив впродовж декількох років близько 4000 доларів. Друкована версія вийшла у липні 2005 року у видавництві Subterranean Press, згодом роман був надрукований видавництвом Tor Books, а Audible Inc. запропонувала його у вигляді аудіокниги. Ця історія молодого голлівудського агента, винайнятого іншопланетянином, що прагне стати більш привабливим для людей під час першого контакту, отримала змішані відгуки. Booklist вважав його «абсурдним, смішним і влучно сатиричним», тоді як Publishers Weekly знайшли сюжет занадто передбачуваним.
2005 року вийшов військово-фантастичний роман Скалці «Війна старого» (англ. Old Man's War) про 75-річного чоловіка, рекрутованого на багатовікову війну, що веде людство, колонізуючи всесвіт. Автора надихнула творчість Роберта Гайнлайна, насамперед «Зоряний десант». З комерційною метою Скалці обрав жанр військової фантастики, оскільки вважав, що вона забезпечить найбільший попит. Як і «Зірковий агент», роман спочатку побачив світ у авторському блозі Whatever. У грудні 2002 Скалці публікував по одній частині на день. Виконавчий редактор Tor Books Патрік Нільсен Хейден запропонував придбати роман, публікація відбулася у січні 2005 року. 2006 року роман було номіновано на премію «Г'юго».
Виданий 2006 року роман «Бригади привидів» (англ. The Ghost Brigades) продовжив «Війну старого», хоча присвячений не його головному герою Джону Перрі, а підрозділам спеціальних сил. Того ж року у видавництві Tor Books надрукована сатира «Мрія андроїда» (англ. The Android's Dream)., що отримала позитивний відгук Publishers Weekly, проте розкритикована у The New York Times."
2017 року повідомлялось про третю спробу екранізувати «Війну старого» на каналі Netflix із Джоном Скалці на посаді виконавчого продюсера. Попередніми проектами була перервана робота над фільмом Вольфганга Петерсена на студії «Paramount Pictures» та відмова від телеадаптації на каналі Syfy Universal, що придбав права на «Бригади привидів» 2014 року.
У серпні 2006 року, Скалці отримав премію Джона В. Кемпбелла найкращому новому письменнику-фантасту 2005 року.
Того ж 2006 року надруковано роман в жанрі фантастичного детективу «Мрія андроїда» (англ. The Android's Dream), назва якого є відсиланням до роману «Чи мріють андроїди про електричних овець?» Філіпа К. Діка. В притаманній Скалці гумористичній манері роман розповідає про розв'язання дипломатичної проблеми між людством та іншопланетною расою Ніду. Після дипломатичного інциденту на переговорах посол Ніду вимагає, заради відновлення відносин між Землею та Ніду, впродовж тижня знайти зразок рідкісної блакитної вівці під назвою «Мрія андроїда», що є необхідною частиною ритуалу коронації правителя Ніду. В разі невиконання вимоги Землі загрожує нищівна війна. Виконання завдання покладено на героя колишньої війни, комп'ютерного генія і співробітника Держдепартаменту Гаррі Крика. 2010 року роман нагороджено премією Курда Лассвіца, а 2013 — премією «Сейун» за найкращий перекладений роман.
Subterranean Press у лютому 2007 року, опублікувала повість «Щоденник Саган» з циклу «Війна старого». З коментарів Скалці відомо, що спочатку це був поетичний віршований твір, який він відформатував в традиційно сформовані речення та абзаци, перетворивши на прозу. У листопаді того ж року Subterranean Press виклав текст «Щоденника Саган» у вільний доступ в мережі, а наступного року Audible Frontiers випустила аудіоверсію повісті.
Третій роман циклу, «Остання колонія» (англ. The Last Colony), побачив світ у квітні 2007 року. 2008 року він був номінований на премію «Г'юго».
«Розповідь Зої» (англ. Zoe's Tale), четвертий роман циклу «Війну старого», пропонує інший погляд на події, викладені в «Останній колонії». Він був опублікований у серпні 2008 року, а наступного року теж номінувався на премію «Г'юго» за найкращий роман.
2008 року у Audible Studios вийшла редагована Скалці аудіоантологія METAtropolis, в якій були представлені оповідання зі спільного всесвіту, створені Скалці, Елізабет Бір, Тобіасом Бакеллом, Джеєм Лейком та Карлом Шредером. З самого початку було заплановано випустити METAtropolis у вигляді аудіоантології перш, ніж видавати друком. Читали аудіокнигу актори телесеріалу "Зоряний крейсер «Галактика» Майкл Гоган, Алессандро Юліані і Кендіс Мак-Клюр, 2009 року вона номінувалася на премію «Г'юго» за найкращу драматичну презентацію. 2010 року вийшло продовження аудіокниги,  METAtropolis: Cascadia ,
під редакцією Джея Лейка. 2010 року видавництво Subterranean Press надрукувало цикл METAtropolis обмеженим накладом, того ж року він вийшов стандартним виданням Tor.
2009 року у Subterranean Press виходить повість Скалці «Божі двигуни» (англ. The God Engines). Її події відбуваються у всесвіті, де космічні подорожі здійснюються шляхом примусу і катування істот, що звуться богами, і які невідомим чином переміщують космічні апарати. Колись у цьому всесвіті існували наука і технології, але зараз вони втрачені. Головна ідея не нова — боги існують доти, доки мають справжніх вірян — але цікаво обіграна. Герой повісті, капітан Еан Тефе цілком вірний своєму Господу, що переміг і підкорив інших богів, але віра капітана піддається важкому випробуванню, коли під час виконання секретної місії він дізнається, яким саме чином його Господь підтримує свою владу і могутність. Повість отримала схвальну реакцію читачів та критики, номінувалася на премії «Неб'юла» 2009 та «Г'юго» 2010 року.
Роман «Пухнастий народ» (англ. Fuzzy Nation) почався, за словами Скалці, як письменницька вправа. Комерційного використання твору він не планував. Автор, задля інтелектуальної розваги та бажання «знов насолодитись писанням фантастики» з дозволу володаря прав адаптував опублікований 1962 року роман Г. Біма Пайпера Little Fuzzy. В романі Скалці збережений загальний сюжет та імена персонажів Пайпера, проте змінена точка зору на події, розповідь осучаснена для читача XXI сторіччя. Герой роману, топограф і колишній адвокат Джек Голловей, випадково зустрічає на безлюдній, начебто, колоніальній планеті Zara XXIII дивних істот. Вони занадто розумні, як для звичайних тварин, але не розмовляють, хоча й спілкуються між собою у дуже своєрідний спосіб. Джек виступає на захист «пухнастиків» і, врешті, відстоює їхні права перед компанією Заракорп, що видобуває ресурси планети. На пропозицію видавництва Tor роман був виданий 2011 року.
Роман 2012 року «Червоні сорочки: роман з трьома епілогами» (англ. Redshirts: A Novel with Three Codas) отримав 2013 року премію «Г'юго». Він відтворює здавна помічене фанатами Star Trek явище, коли периферійні, часто безіменні, вдягнені у червоне персонажі з оточення головних героїв гинуть задля короткого драматичного ефекту. Скалці робить цих персонажів центром розповіді, нагадуючи, що в них так само є власне життя, власні думки, власні почуття. Цікавою особливістю «Червоних сорочок» є три незалежних епілоги, кожний з яких розповідає про долю і погляд на викладену історію вже персонажів другого плану самого роману. Роман перекладений німецькою, французькою, російською та ін. мовами, нагороджений преміями «Локус» (2013), «Гефен» за найкращий перекладений роман (2016), номінувався на премію Курда Лассвіца (2013), Німецьку фантастичну премію (нім. Deutscher Phantastik Preis, 2013) і премію «Сейун» (2015).
2014 року Скалці публікує роман «Замкнені» (англ. Lock in), який розповідає про наслідки епідемії, що вибухнула у недалекому майбутньому. У частини людей, що вражені невідомим раніше вірусом, хвороба викликала стан «замкнутості», вони зберігають свідомість, але не здатні ані рухатися, ані реагувати на навколишній світ. Внаслідок епідемії у світі виникає нова галузь з догляду, допомоги і лікування «замкненим». Агенти ФБР Кріс Шейн та Леслі Венн ведуть детективне розслідування низки злочинів, пов'язаних зі світом «замкнених». Попередні події, пов'язані безпосередньо з епідемією та виникненням «синдрому Гейдена» («замкненості»), були викладені в оповіданні «Розблоковано: Усна історія синдрому Гейдена» (англ. Unlocked: An Oral History of Haden's Syndrome), що було викладено на Tor.com у травні того ж року., а окремим виданням вийшло у вересні в Subterranean Press. Роман «Замкнені» розпочав нову серію романів Скалці і отримав високу оцінку: отримав премію «Алекс» за найкращу книгу для підлітків (2015) та премію Боба Морана (2017), був номінований на премії «Г'юго», Джеймса Тіптрі-молодшого, «Локус» та Джона В. Кемпбелла 2015 року.
У травні 2015 року Джон Скалці підписав угоду на 3,4 мільйона доларів з видавництвом Tor Books. Угода передбачає написання 13 книг впродовж 10 років, у тому числі десять книжок для дорослих і три — для підлітків. Серед представлених Скалці ідей для майбутніх романів — продовження «Замкнені» (Lock In), під назвою Head On, нова книга в серії «Війна старого», що дебютувала 2005 року, декілька окремих книг та нова серія в жанрі космічна опера. За словами автора, романи для підлітків необов'язково мали бути фантастикою чи фентезі, принаймні один з них передбачався в жанрі сучасної прози.
В межах цієї угоди Скалці розпочинає 2017 року цикл романів «Взаємозалежність» (англ. The Interdependency), першою публікацією якого став роман «Розпад імперії» (англ. The Collapsing Empire), номінант премії «Г'юго» (2018) і володар премії «Локус» (2018). Наступного, 2018 року, побачили світ ще два романи: The Widening Gyre (попередня назва The Consuming Fire) циклу «Взаємозалежність» та Head On циклу «Замкнені».

### Фантастичні цикли

#### Всесвіт «Війни старого»
- «Війна старого», роман (англ. Old Man's War, 2005, Tor Books, ISBN 978-0-7653-0940-2)
- «Питання солдату», оповідання, чапбук (англ. Questions for a Soldier, грудень 2005, Subterranean Press, ISBN 978-1-5960-6048-7)
- «Бригади привидів», роман (англ. The Ghost Brigades, лютий 2006, Tor Books, ISBN 978-0-7653-5406-8)
- «Щоденник Саган», повість (англ. The Sagan Diary, лютий 2007, Subterranean Press, ISBN 978-1-59606-103-3)
- «Остання колонія», роман (англ. The Last Colony, квітень 2007, Tor Books, ISBN 978-0-7653-1697-4)
- «Розповідь Зої», роман (англ. Zoe's Tale, серпень 2008, Tor Books, ISBN 978-0-7653-1698-1)
- «Після перевороту», оповідання (англ. After the Coup, липень 2008, Doherty Tom Associates, ISBN 978-1-4299-5212-5)
- «Людський підрозділ», роман (англ. The Human Division, травень 2013, Tor Books, ISBN 978-0-7653-3351-3)
- «Кінець всього», роман (англ. The End of All Things, серпень 2015, Tor Books, ISBN 978-0-7653-7607-7)
- «Крихкий мир», роман (англ. The Shattering Peace, вересень 2025, Tor Books, ISBN 978-0-7653-8919-0)

#### ВсесвітThe Android's Dream
- «Мрія андроїда» (англ. The Android's Dream, жовтень 2006, Tor Books, ISBN 978-0-7653-0941-9)
- Judge Sn Goes Golfing (грудень 2009, Subterranean Press, ISBN 978-1-5960-6298-6)

#### ВсесвітLock In
- «Замкнені» (англ. Lock In, серпень 2014, Tor Books, ISBN 978-0-7653-7586-5)
- Unlocked: An Oral History of Haden's Syndrome (травень 2014, Subterranean Press, ISBN 978-1-59606-683-0)
- Head On (квітень 2018, Tor Books, ISBN 978-0-7653-8891-9)

#### Серія «Взаємозалежність» (The Interdependency)
- The Collapsing Empire (май 2017, Tor Books, ISBN 978-0-7653-8888-9)
- The Consuming Fire або The Widening Gyre (жовтень 2018, Tor Books, ISBN 978-0-7653-8897-1)[37]
- The Last Emperox (планується)[37]

### Окремі твори

#### Романи
- «Зірковий агент»[38] (англ. «Agent to the Stars») (серпень 2005 Subterranean Press, ISBN 978-1-5960-6020-3)
- Fuzzy Nation (травень 2011, Tor Books, ISBN 978-0-7653-2854-0)
- «Червоні сорочки» (англ. Redshirts, червень 2012, Tor Books, ISBN 978-0-7653-1699-8)
- «Товариство захисту кайдзю» (англ. The Kaiju Preservation Society, March 15, 2022, Tor Books, ISBN 978-0-7653-8912-1[39]
- «Лиходій початківець» (англ. Starter Villain, 19 вересня, 2023, Tor Books, ISBN 978-0-7653-8922-0)[40]
- When the Moon Hits Your Eye, 25 березня, 2025, Tor Books, ISBN 978-0-7653-8909-1

#### Повісті
- Божі двигуни (The God Engines) (грудень 2009, Subterranean Press, ISBN 978-1-59606-299-3)
- The Dispatcher (жовтень 2016, аудіокнига, Audible Studios; травень 2017, Subterranean Press, ISBN 9781596067868)

#### Оповідання
- Alien Animal Encounters (жовтень 2001, Strange Horizons, online)
- New Directives for Employee — Manxtse Relations (2005, Subterranean Press)
- Missives from Possible Futures #1: Alternate History Search Results (лютий 2007, Subterranean Magazine, online)
- How I Proposed to My Wife: An Alien Sex Story (2007, Subterranean Press)
- Pluto Tells All (травень 2007, Subterranean Magazine, online)
- Utere nihil non extra quiritationem suis (2008 METAtropolis, 2009 Subterranean Press)
- Denise Jones, Super Booker (вересень 2008, Subterranean Magazine, online)
- The Tale of the Wicked (червень 2009, антологія The New Space Opera 2)
- The President's Brain is Missing (липень 2010, Tor.com)
- An Election (листопад 2010, Subterranean Magazine, online)
- The Other Large Thing (серпень 2011, блог Whatever)
- Muse of Fire (вересень 2013, Subterranean Press)
- Miniatures: The Very Short Fiction of John Scalzi (грудень 2016, Subterranean Press)

### Інші твори
- The Rough Guide to Money Online (листопад 2000, Rough Guide Books, ISBN 978-1-8582-8676-1)
- The Rough Guide to the Universe: The Stargazer's Essential Handbook (травень 2003, Rough Guide Books, ISBN 978-1-8582-8939-7)
- Uncle John's Presents: The Book of the Dumb (листопад 2003, Portable Press, ISBN 978-1-5922-3149-2)
- Uncle John's Presents: The Book of the Dumb 2 (листопад 2004, Portable Press, ISBN 978-1-5922-3269-7)
- The Rough Guide to Sci-Fi Movies (жовтень 2005, Rough Guide Books, ISBN 978-1-8435-3520-1)
- You're Not Fooling Anyone When You Take Your Laptop to a Coffee Shop: Scalzi on Writing (2007, Subterranean Press, ISBN 978-1-59606-063-0)
- Your Hate Mail Will Be Graded: Selected Writing, 1998—2008 (2008, Subterranean Press, ISBN 978-1-59606-211-5)
- 24 Frames into the Future: Scalzi on Science Fiction Films (2012, NESFA Press, ISBN 978-1-61037-301-2)
- The Mallet of Loving Correction: Selected Essays from Whatever, 2008—2012 (2013, Subterranean Press, ISBN 978-1-59606-579-6)
- Don't Live For Your Obituary: Advice, Commentary and Personal Observations on Writing, 2008—2017 (2017, Subterranean Press, ISBN 978-1-59606-858-2)

## Визнання

### Нагороди
- 2005: Премія Джона В. Кемпбелла найкращому новому письменнику-фантасту за дебютний роман «Війна старого»[41]
- 2006: фіналіст Премія «Локус» за найкращий науково-фантастичний роман «Війна старого»[42]
- 2007: Премія «Геффен» за найкращий перекладений роман «Війна старого»[43]
- 2008: Премія «Г'юго» найкращому фан-письменнику[44]
- 2009: Премія «Г'юго» за найкращу книгу про фантастику Your Hate Mail Will Be Graded: A Decade of Whatever 1998—2008[45]
- 2009: фіналіст Премія «Локус» за найкращу підліткову книгу «Розповідь Зої»[46]
- 2010: Премія «Сейун» за найкращий перекладений роман «Остання колонія»[47]
- 2010: Премія імені Курда Лассвіца за найкращий іноземний роман «Мрія андроїда»[48]
- 2012: Премія Audie за найкращу фантастичну аудіокнигу Fuzzy Nation[49]
- 2013: Премія «Г'юго» за найкращий роман «Червоні сорочки»[50]
- 2013: Премія «Локус» за найкращий роман «Червоні сорочки»[51]
- 2013: Премія «Сейун» за найкращий перекладений роман «Мрія андроїда»[47]
- 2016: Премія губернатора Огайо в галузі мистецтв[52]
- 2016: Премія «Геффен» за найкращий перекладений роман «Червоні сорочки»[43]
- 2018: Премія «Локус» за найкращий роман The Collapsing Empire[53]
- 2020: отримав Dragon Award за найкращий науково-фантатичний роман «Last Emperox»'[54].
- 2023: отримав Премію Гайнлайна за передові опубліковані роботи в галузі наукової фантастики, що спонукають людей до освоєння космосу[55].
- 2023: роман «Товариство захисту кайдзю» отримав премію «Локус» за найкращий науково-фантастичний роман[56].

### Номінації
- 2006: номінант Премія «Г'юго» за найкращий роман «Війна старого»[57]
- 2007: номінант Премія «Прометей» за найкращий роман «Бригади привидів»[58]
- 2007: номінант Премія «Г'юго» найкращому фан-письменнику[59]
- 2008: номінант Премія «Г'юго» за найкращий роман «Остання колонія»[44]
- 2008: номінант Премія «Сейун» за найкращий перекладений роман «Війна старого»[47]
- 2009: номінант Премія «Г'юго» за найкращу драматичну постановку, довга форма METAtropolis[45]
- 2009: номінант Премія «Г'юго» за найкращий роман «Розповідь Зої»[45]
- 2009: номінант Премія імені Андре Нортон за «Розповідь Зої»[60]
- 2009: фіналіст Премія «Локус» за найкраще оповідання «Після перевороту»[46]
- 2009: номінант Премія «Сейун» за найкращий перекладений роман «Бригади привидів»[47]
- 2009: номінант Премія «Неб'юла» за найкращу повість The God Engines[60]
- 2010: номінант Премія «Г'юго» за найкращу повість The God Engines[61]
- 2012: номінант Премія «Г'юго» за найкраще оповідання Shadow War of the Night Dragons, Book One: The Dead City (Prologue)[62]
- 2015: номінант Премія «Сейун» за найкращий перекладений роман «Червоні сорочки»[47]
- 2015: номінант Премія «Локус» за найкращий роман Lock in[63]

## Переклади українською
- Джон Скалці. Зірковий агент; з англ. пер. А.Антомонов — Тернопіль: Навчальна книга — Богдан, 2020. — 272 с. ISBN 978-966-10-6202-2
- Джон Скалці. Війна старого; з англ. пер. А.Антомонов — Тернопіль: Навчальна книга — Богдан, 2021. — 248 с. ISBN 978-966-10-6271-8
- Джон Скалці. Остання колонія; з англ. пер. А.Антомонов — Тернопіль: Навчальна книга — Богдан, 2023. — 256 с. ISBN 978-966-10-6807-9
- Джон Скалці. Бригади привидів; з англ. пер. А.Антомонов — Тернопіль: Навчальна книга — Богдан, 2023. — 264 с. ISBN 978-966-10-6806-2